# Brachionus baylyi
Brachionus baylyi är en hjuldjursart som beskrevs av Fusa Sudzuki H. och Timms 1977. Brachionus baylyi ingår i släktet Brachionus och familjen Brachionidae. Inga underarter finns listade i Catalogue of Life.